# Sergi Altimira
Sergi Altimira Clavell (Cardedeu, 25 augustus 2001) is een Spaans voetballer die bij voorkeur als centrale middenvelder speelt. Hij tekende in 2023 voor Real Betis.

## Clubcarrière
Altimira speelde in de jeugd bij FC Barcelona en CE Sabadell. Sabadell verhuurde hem in 2020 aan EC Granollers. In juli 2023 trok hij naar Getafe CF. In augustus 2023 tekende hij een vijfjarig contract bij Real Betis, dat de afkoopsom van twee miljoen euro in zijn contract betaalde.